# قلعه میرغلام هاشمی
قلعه میر غلام هاشمی مربوط به اوایل دوره پهلوی است و در شهرستان دره‌شهر، روستای هاشم‌آباد واقع شده و این اثر در تاریخ ۱۶ مهر ۱۳۷۹ با شمارهٔ ثبت ۲۷۹۴ به‌عنوان یکی از آثار ملی ایران به ثبت رسیده است.